# Campeonato Panamericano de Béisbol Sub-10 de 1999
El Campeonato Panamericano de Béisbol Sub-10 de 1999 con categoría Infantil A, se disputó en Santo Domingo, República Dominicana en 1999. El oro se lo llevó Venezuela por segunda vez.

## Equipos participantes
- Aruba
- Brasil
- Guatemala
- Honduras
- México
- Puerto Rico
- República Dominicana
- Venezuela

## Resultados
| Posición | Selección            |
| -------- | -------------------- |
|          | Venezuela            |
|          | Puerto Rico          |
|          | República Dominicana |
| 4°       | México               |
| 5°       | Brasil               |
| 6°       | Honduras             |
| 7°       | Aruba                |
| 8°       | Guatemala            |